# Фогель, Борис Александрович
Фогель Борис Александрович (18 января 1872, Буйнакск, Дагестан — 1961, Ленинград) — русский и советский живописец и педагог, профессор ЛИЖСА имени И. Е. Репина, член Ленинградского Союза художников.

## Биография
Борис Фогель родился 18 января 1872 года в городе Темир-Хан-Шуре (ныне Буйнакск). Его отец Александр Михайлович Фогель был кадровым военным, полковником, почти всю жизнь проведшим в походах при покорении Кавказа. Мать Ольга Николаевна Флавицкая была близкой родственницей художника К. Д. Флавицкого.
В 1880 году после смерти отца переехал с матерью в Тифлис. В 1882 году пошёл во 2-ю мужскую гимназию. С первого класса занимался рисунком у А. В. Захарова, воспитанника Строгановского училища. Окончив гимназию, в 1891 году уехал в Москву, где поступил на медицинский факультет Московского университета. Также в 1891 году, Борис, будучи студентом, стал членом Русского гимнастического общества «Сокол» в Москве. Одновременно продолжал занятия живописью, пользуясь советами В. Поленова, В. Маковского, К. Коровина, С. Коровина. Около года занимался в частной студии у Л. Пастернака, с которым впервые писал декорации к опере А. С. Аренского «Рафаэль», написанной в 1894 году для Всероссийского съезда художников и открытия Третьяковской галереи.
После университета в 1896 году по совету В. Маковского Фогель едет в Париж, где занимается в частной академии Жульена под руководством Жан-Поля Лорана и Бенжамена Констана. Участвует в выставках «Русского общества художников» и салона «Марсово Поле». В 1897 возвратился в Петербург и поступил в Высшее художественное училище при Императорской Академии художеств. Занимался у П. О. Ковалевского, И. Е. Репина. Женился на Елене Склифосовской — сестре своего друга-художника Николая Склифосовского. В 1902 окончил Академию, удостоившись звания классного художника I степени за картину «Вечер».
После окончания Академии вернулся в Тифлис, где работал как художник и педагог. Преподавал в 1-й мужской и женской гимназиях и в школе живописи и скульптуры при Кавказском Обществе поощрения изящных искусств. Одновременно продолжал участвовать в выставках петербургского «Нового общества художников», одним из основателей которого являлся. В 1905 на очередной выставке «Нового общества художников» в Петербурге получил премию имени В. Д. Поленова за картину «Свежеет». Совершил продолжительную поездку во Францию, Италию и Германию. По возвращении представил на выставку «Нового общества художников» картины «Старый мост во Флоренции», «Жёлтые паруса», «Венеция» и другие.
После революции и установления в Грузии советской власти руководил в Тбилиси художественной студией при Доме Красной Армии, затем Высшими государственными художественно-техническими мастерскими вплоть до их преобразования в Академию художеств Грузии, где был профессором живописи и деканом живописного факультета. Для Тифлисского городского музея написал семь больших этюдов-картин «Старый Тифлис» и три этюда-картины «Новый Тбилиси», а также два этюда-картины Закавказской ГЭС. По заказу грузинского правительства написал картину «Старая Семинария, когда в ней учился И. В. Сталин».
С 1934 года по приглашению И. Бродского Б. Фогель занимал место профессора в ЛИЖСА. Параллельно участвовал в выставках ленинградских художников. По заказу Ленизо исполнил для Мурманского музея картины «Северный Арктический флот» и «Приход в Мурманск ледореза „Литке“». В июне 1941 в Тициановском зале Академии художеств в Ленинграде открылась персональная выставка произведений Бориса Фогеля, на которой экспонировались 150 картин и этюдов художника, среди них картины «Свежеет», «Роскошной Грузии долина», этюды Кахетии, Крыма, Грузии. Из-за начавшейся войны выставка вскоре была закрыта, большая часть работ пропала в блокаду.
После начала Великой Отечественной войны Фогель оставался в Ленинграде. В феврале 1942 вместе с институтом был эвакуирован в Самарканд, откуда возвратился в июле 1944 года. Награждён медалями «За оборону Ленинграда» и «За доблестный труд в Великой Отечественной войне 1941—1945 гг».
После войны преподавал в ЛИЖСА имени И. Е. Репина. С 1947 работал с.н.с. лаборатории технологии художественных материалов при Академии художеств, продолжая по совместительству педагогическую деятельность, а также творческую работу в жанре пейзажа и натюрморта. Участвовал в выставках ленинградских художников до конца 1950-х годов. Среди произведений, созданных Б. Фогелем в этот период, картины «Вырица. Этюд» (1950), «В Мурманском порту. Лесовозы» (1951), «Ясный день», «Река Днестр в Молдавии» (обе 1953), «В горах Грузии» (1958) и другие.
Скончался в 1961 году в Ленинграде на 90-м году жизни.
Произведения Б. А. Фогеля находятся в Русском музее, в музеях и частных собраниях в России и за рубежом. Известен живописный портрет Б. Фогеля, написанный в 1946 художником А. Деблером (ныне в собрании ГРМ).

## Ученики
- Байкова Евгения Васильевна (1907—1997)
- Баскаков Николай Николаевич (1918—1993)
- Балдина Ирина Михайловна (1922—2009)
- Веселова Нина Леонидовна (1922—1960)
- Весёлкин Игорь Петрович (1915—1997)
- Грушко Абрам Борисович (1918—1980)
- Ерёмин Алексей Григорьевич (1919—1998)
- Захарьян Рубен Агасьевич (1901—2000)
- Кабачек Леонид Васильевич (1924—2002)
- Козловская Марина Андреевна (род. 1925)
- Копытцева Майя Кузьминична (1924—2005)
- Корнеев Борис Васильевич (1922—1973)
- Коровяков Александр Петрович (1912—1993)
- Ласточкин Сергей Павлович (1927—1992)
- Левитин Анатолий Павлович (1922—2018)
- Мыльников Андрей Андреевич (1919—2012)
- Орехов Лев Николаевич (1913—1992)
- Пакун Филарет Иванович (1912—2002)
- Раздрогин Игорь Александрович (1923)
- Рудницкая Мария Леонидовна (1916—1983)
- Савостьянов Фёдор Васильевич (род. 1924)
- Труфанов Михаил Павлович (1921—1988)
- Чекалов Владимир Фёдорович (1922—1992)
- Штейнмиллер Надежда Павловна (1915—1991)
- Яхонтова Галина Святославовна (1917—1987)

## Выставки
- 1951 год (Ленинград): Выставка произведений ленинградских художников.
- 1953 год (Ленинград): Весенняя выставка произведений ленинградских художников.
- 1957 год (Ленинград): 1917 - 1957. Выставка произведений ленинградских художников, .
- 1958 год (Ленинград): Осенняя выставка произведений ленинградских художников.